# Aspres-lès-Corps
Aspres-lès-Corps är en kommun i departementet Hautes-Alpes i regionen Provence-Alpes-Côte d'Azur i sydöstra Frankrike. Kommunen ligger  i kantonen Saint-Firmin som ligger i arrondissementet Gap. År 2022 hade Aspres-lès-Corps 93 invånare.

## Befolkningsutveckling
Antalet invånare i kommunen Aspres-lès-Corps
Referens:INSEE